# フィーバーザウルスSP
フィーバーザウルスSPは、1990年5月にSANKYOが発売した、スライド式のアタッカーを搭載しているパチンコ機のシリーズ名。フィーバーザウルスSPの1機種がある。

## 概要
ドット式デジタルのデジパチ。ドラムを使わないデジパチとして話題を集めたフィーバーザウルスⅡの後継機として発売されたのが本機である。デジタル表示部分には前作とは異なる「ドットマトリクス方式」が採用されている。保留玉0の状態を維持する単発回しで大当たりを獲得した後、大当たりラウンド間もしくはVゾーン入賞後のアタッカー開放中に始動チャッカーに入賞することが出来れば、大当たり終了後に連チャンする可能性があった。

## スペック
- フィーバーザウルスSP
  - 賞球数 7&13
  - 大当たり最高継続 10R
  - 大当たり確率 1/241

## 図柄
- 0
- 1
- 2
- 3
- 4
- 5
- 6
- 7
- 8
- 9
- F
- 人
- S
- V

## 演出
図柄は左→中→右の順番に停止する。左デジタルと中デジタルが9図柄かV図柄でテンパイすると、右デジタルが停止するまでの間、左中デジタルの図柄は横に伸縮を繰り返す。F図柄か人図柄がテンパイした場合は、図柄が左右に流れ動く。それ以外の図柄でのテンパイの場合は、左右デジタルの図柄は縦に伸縮する。

大当たり時のアタッカーは20秒間もしくは規定数入賞まで開放される。